# Mamacita (canción)
«Mamacita» es una canción del grupo estadounidense Black Eyed Peas y el cantante puertorriqueño Ozuna. La cantante filipina J. Rey Soul, quien se unió al grupo en 2018, también es acreditada como artista principal. Se lanzó como sencillo el 10 de abril de 2020.

## Antecedentes y composición
Tras lanzar el tema «Ritmo» junto al cantante colombiano J Balvin, The Black Eyed Peas lanzó su segundo sencillo en su nueva etapa musical con otro cantante latino, esta vez el puertorriqueño Ozuna.
El tema samplea la canción de Madonna «La isla bonita» de 1986. «Mamacita» fue producida por el miembro del grupo de will.i.am y Johnny Goldstein.

## Vídeo musical
El video musical se estrenó el 10 de abril de 2020 y fue dirigido por Julien Christian Lutz. En el clip se muestra a los artistas vestidos de Gucci, representando diversas visuales.

## Posicionamiento en listas
| Listas (2020)                       | Mejor posición |
| ----------------------------------- | -------------- |
| Alemania (Media Control Charts)     | 42             |
| Argentina (Argentina Hot 100)       | 76             |
| Austria (Ö3 Austria Top 40)         | 73             |
| Bélgica (Ultratop) Flanders         | 28             |
| Bélgica (Ultratop) Wallonia         | 7              |
| España (PROMUSICAE)                 | 53             |
| Estados Unidos (Hot Latin Songs)    | 23             |
| Estados Unidos (Digital Song Sales) | 26             |
| Francia (SNEP)                      | 24             |
| Italia (FIMI)                       | 2              |
| Israel (Media Forest)               | 3              |
| Países Bajos (Single Top 100)       | 100            |
| Países Bajos (Tipparade)            | 7              |
| Rusia Airplay (Tophit)              | 80             |
| Suiza (Schweizer Hitparade)         | 21             |

## Certificaciones
| País (organismo certificador) | Certificación | Unidades certificadas |
| ----------------------------- | ------------- | --------------------- |
| Bélgica (BEA)                 | Oro           | 20 000                |
| España (PROMUSICAE)           | Platino       | 40 000                |
| Francia (SNEP)                | Platino       | 200 000               |
| Italia (FIMI)                 | Platino       | 70 000                |
| México (AMPROFON)             | Oro           | 30 000                |